# Yamato-damashii
Yamato damashii (大和魂, el gran espíritu/geist de la armonía/wa) y Yamato gokoro (大和心, el gran corazón de la armonía o wa) se utilizan para referirse al sentido común, carácter nacional, sabiduría compartida y sensibilidad del pueblo japonés. En ocasiones se utiliza para expresar la quintaesencia de lo japonés, la pureza y fuerza del espíritu de los japoneses para superar cualquier reto en la vida.

## Evolución del significado
Se tiene constancia del uso de la expresión yamato-damashii desde Genji Monogatari. Escrita a principios del siglo XI, está considerada como la primera novela  japonesa.
En aquella época, yamato-damashi se refería a la habilidad del pueblo japonés para desenvolverse en la vida diaria. Una especie de consciencia global de la sociedad basada en reglas éticas influenciadas por el pensamiento chino de la época que penetraba en Japón a través del budismo fundiéndose con el sintoísmo local. Esta consciencia global abogaba por mantener la paz y la armonía (El wa 和) .
Poco a poco el significado de yamato-damashii fue evolucionando hasta convertirse en una especie de símbolo de identidad nacional. Finalmente, durante la época de la guerra, el significado de yamato-damashii fue usado por los ultranacionalistas en campañas de propaganda del espíritu único de los japoneses.
- Datos: Q1758085